# Epsilon Ophiuchi
Désignations
Epsilon Ophiuchi (en abrégé ε Oph), également nommée Yed Posterior, est une étoile géante de la constellation d'Ophiuchus. Sa magnitude apparente est de 3,22 et elle forme une double optique visible à l'œil nu avec Delta Ophiuchi. D'après la mesure de sa parallaxe annuelle par le satellite Hipparcos, Epsilon Ophiuchi est située à environ 106 années-lumière de la Terre (tandis que Delta est à 171 al). Elle se rapproche du Système solaire à une vitesse radiale de −9,3 km/s.

## Nomenclature
ε Ophiuchi, latinisé Epsilon Ophiuchi, est la désignation de Bayer de l'étoile. Elle porte également la désignation de Flamsteed de 2 Ophiuchi.
Epsilon Ophiuchi porte le nom traditionnel de Yed Posterior, Delta Ophiuchi étant Yed Prior. Le nom traditionnel Yed vient d'un mot arabe signifiant « la main », et les deux étoiles forment la main gauche d'Ophiuchus (le porteur de Serpent) qui tient la tête du Serpent. Le nom de Yed Posterior a été officialisé par l'Union astronomique internationale le 5 octobre 2016 pour désigner Epsilon Ophiuchi.

## Propriétés
Epsilon Ophiuchi est une géante jaune évoluée de type spectral G9,5 IIIb. De manière inhabituelle pour de telles étoiles, elle est déficiente en cyanogène et en carbone. Elle est 1,85 fois plus massive que le Soleil et elle est âgée d'environ un milliard d'années. Son rayon est 10,4 fois plus grand que le rayon solaire, elle est 54 fois plus lumineuse que le Soleil et sa température de surface est de 4 918 K. La vitesse de rotation projetée de l'étoile est de 5,7 km/s, et son axe de rotation apparaît être incliné selon un angle compris entre 41 et 73° par rapport à la ligne de visée de la Terre.
Epsilon Ophiuchi montre des oscillations de type solaire avec une période de 0,19 jour, ce qui permet d'utiliser les méthodes de l'astérosismologie pour caractériser l'étoile. Cependant, les modèles qui en résultent ne sont pas en mesure de distinguer si elle génère son énergie par la fusion de l'hydrogène dans une coquille entourant un cœur inerte (ce qui en ferait une étoile de la branche des géantes rouges) ou si elle fusionne l'hélium dans son noyau (ce qui en fait une étoile du red clump). Ces deux modèles reproduisent en effet bien les propriétés physiques de l'étoile.